# Mike Dodd
Michael T. "Mike" Dodd, född 20 augusti 1957 i Manhattan Beach i Kalifornien, är en amerikansk beachvolleybollspelare.
Dodd blev olympisk silvermedaljör i beachvolleyboll vid sommarspelen 1996 i Atlanta.